# BAE Systems Hawk
BAE Systems Hawk är ett avancerat jetskolflygplan som först flög 1974 under namnet Hawker-Siddeley Hawk. Flygplanet används i stor skala av Storbritanniens flygvapen och av andra flygvapen, antingen som skolflygplan eller som kostnadseffektiva stridsflygplan.

## Historik
År 1964 angav Storbritanniens flygvapen (RAF) ett antal önskemål om ett nytt jetskolflygplan som skulle ersätta Folland Gnat. Ursprungligen tänkte man sig en utveckling av flygplanet SEPECAT Jaguar för uppgiften, men man insåg snabbt att detta skulle vara ett för komplicerat flygplan för inledande jetflygplansskolning. År 1968 började därmed företaget Hawker Siddeley Aviation att planera och rita ett underljudsflygplan som var enklare - detta flygplan kallades HS.1182. Flygplanet skulle ha säten i tandem och skulle vara kapabelt att bära vapen, vilket skulle tillåta den att fungera som ett vapenträningsflygplan och som ett lätt stridsflygplan.
Det nya flygplanet fick namnet "Hawk" år 1973 och det gjorde sin första flygning följande år. Flygplanet trädde i tjänst i Storbritannien år 1976, där den ersatte Gnat och Hawker Hunter i rollerna som avancerat skolflygplan och vapenträningsflygplan..
1977 fusionerades Hawker Siddeley med ett antal andra brittiska flygplanstillverkare och bildade British Aerospace (BAe), senare BAE Systems.
Red Arrows är den mest berömda brittiska enheten som använder Hawk. De anammade flygplanet år 1979. Hawk har utmärkta manöveregenskaper och trots att den inte är konstruerad för att uppnå överljudshastighet i planflykt så kan flygplanet nå Mach 1,2 vid dykning, vilket tillåter eleverna att uppleva manövrar i överljud utan att man behöver ett kostsammare överljudsskolflygplan..
Hawk kom också att ersätta English Electric Canberra i målbogseringsrollen.
Storbritanniens flotta fick också ett dussin Hawk T. Mk 1/1A från RAF. Dessa flygplan används för träning av fartygsskyttar och radaroperatörer.

## Användning i Finland
Det finländska flygvapnet anskaffade 50 Hawk Mk 51 år 1980 och ytterligare 7 st 1994 för att ersätta de som havererat under årens gång. Flygplanen används för att träna finländska jaktplanspiloter.
46 av Mk 51-flygplanen sattes samman av Finaviatec (senare Patria Aviation) mellan 1977 och 1980. Den 28 juni 2007 beslöt det Finländska flygvapnet att införskaffa de 18 Hawk Mk 66-plan som var till salu i Schweiz. Det schweiziska flygvapnet hade enbart utnyttjat dessa sparsamt och de hade stått i hangar sedan 2002. Affärens pris var 41 miljoner euro vilket motsvarade 2 nya flygplan. I och med detta stärkte det finska flygvapnet sin Hawkflottas livslängd till 2017-2019. De 90 000 flygtimmar som återstår på flygplanen motsvarar 9 nya flygplan av samma typ.
| Benämning               | Antal | Tidsperiod | Övrigt                 |
| ----------------------- | ----- | ---------- | ---------------------- |
| BAe Hawk Mk 51          | 4     | 1980 -     | Avancerat skolflygplan |
| BAe (Valmet) Hawk Mk 51 | 46    | 1981 -     | Avancerat skolflygplan |
| BAe Hawk Mk 51A         | 7     | 1994 -     | Avancerat skolflygplan |
| BAe Hawk Mk 66          | 18    | 2009 -     | Avancerat skolflygplan |

### Incidenter med Hawk i Finland
- 13 november 2013: Två jaktplan Hawk (HW-340) kolliderade i luften under en övning nära Lestijärvi. En av piloterna omkom vid olyckan.[1]
- 28 september 2006 : Motorn på en Hawk (HW-335) stannade kort efter start i Kronoby. Piloten sköt ut sig och överlevde.
- 1 september 2004 : Hawk (HW-325) havererade i Siikais vid en förflyttningsflygning från Halli till Kauhava. Piloten återfanns avliden. Han hade försökt rädda sig med katapultstol.
- 25 mars 2003 : En Hawk (HW-305) flög under den angivna höjden 50 meter då flygplanet kolliderade med träd i Salmivaara i Salla. Flygplanets motor stannade och besättningen flög ytterligare cirka 6 km innan man beslöt att rädda sig med katapultstol.
- 1 juli 1998 : Motorn i Hawk (HW-324) stannade i Luopiois och båda piloterna använde katapultstol. En av piloterna skadade sig lindrigt.
- 7 april 1998 : Hawk (HW-323) havererade vid Tuusniemi under en jaktövning. Piloten omkom.
- 5 december 1989 : Motorn i Hawk (HW-317) stannade och piloten räddade sig med katapultstol i Kuopio.
- 27 februari 1989 : Efter att ett däck exploderat vid landning körde Hawk (HW-340) ut i snön bredvid fältet. Besättningen räddade sig med katapultstolarna.
- 16 december 1988 : Efter att i dåligt väder misslyckats i en landning skadades Hawk (HW-320). Båda piloterna räddade sig med katapultstol. En av piloterna skadades lindrigt.
- 9 maj 1986 : Piloten i Hawk (HW-313) dog när hans flygplan kolliderade med marken under träning för en uppvisning.
- 17 mars 1981 : Under en uppvisningsövning sköts den ena piloten från Hawk (HW-302) ut efter en loop och omkom. Den andra piloten som ännu satt kvar i flygplanet skadades svårt när flygplanet gick i marken.

## Varianter

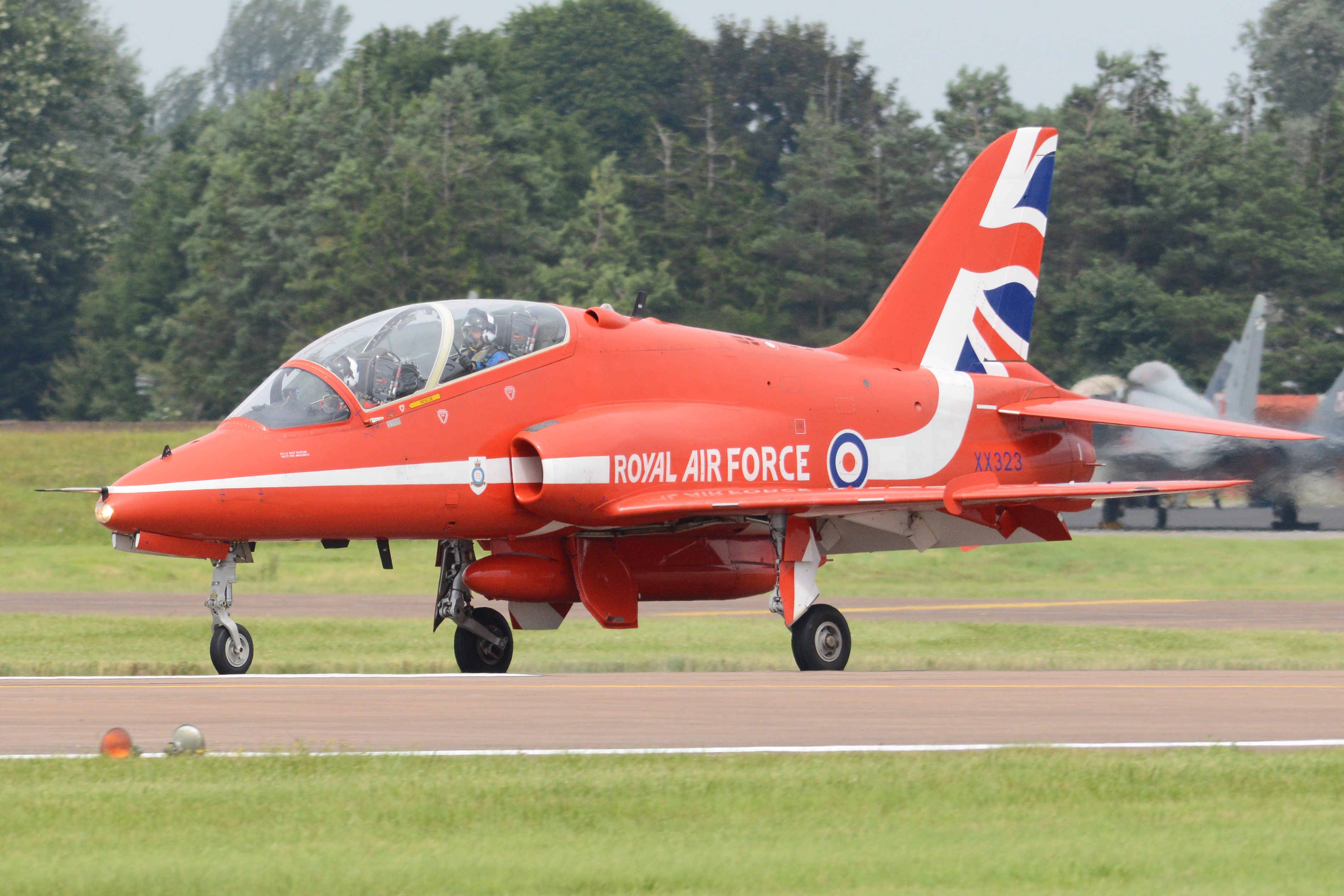
British Aerospace Hawk T.1 (XX323), RAF, Red Arrows

### Hawk T.1/T.1A
T.1 var ursprungsversionen som används av RAF, leveranserna av flygplanet påbörjades i november 1976. Storbritannien beställde 176 T1.
Mellan 1983 och 198 utrustades vissa brittiska Hawkflygplan för rollen som jaktplan med kort räckvidd. 88 T.1:or modifierades för att kunna bära två AIM-9L Sidewinder jaktrobotar förutom kanonkapseln (30mm Aden) som var monterad på flygplanets buk. Dessa flygplan kallades T.1A. Vid ett eventuellt krig skulle dessa ha fungerat tillsammans med RAF:s Tornado F.3-flygplan, som i sin tur skulle använda sin Foxhunterradar för att skydda de radarlösa Hawkarna mot fientliga mål. Dessa uppdrag skulle ha flugits av instruktörspiloter. Konversionerna färdigställdes år 1986. I och med Sovjetunionens fall och slutet på det Kalla kriget försvann detta behov och inga brittiska Hawkflygplan är idag beordrade till denna roll. 
80 T.1-flygplan uppgraderas i och med Fuselage Replacement Programme (FRP), som innebär att man byter ut de främre, centrala och de bakre flygkroppssektionerna mot sektioner som utvecklats från Mk. 60.

### Hawk 50
Hawk 50 var det ursprungliga exportskolflygplanet, från vilken den amerikanska T-45 Goshawk utvecklades. Mk.50 har en begränsad attackkapabilitet. Finland, Indonesien och Kenya beställde sammanlagt 89 flygplan av denna variant.
- Hawk 51 : exportversion för det finländska flygvapnet.
- Hawk 52 : exportversion för det kenyanska flygvapnet.
- Hawk 53 : exportversion för det indonesiska flygvapnet.

### Hawk 60

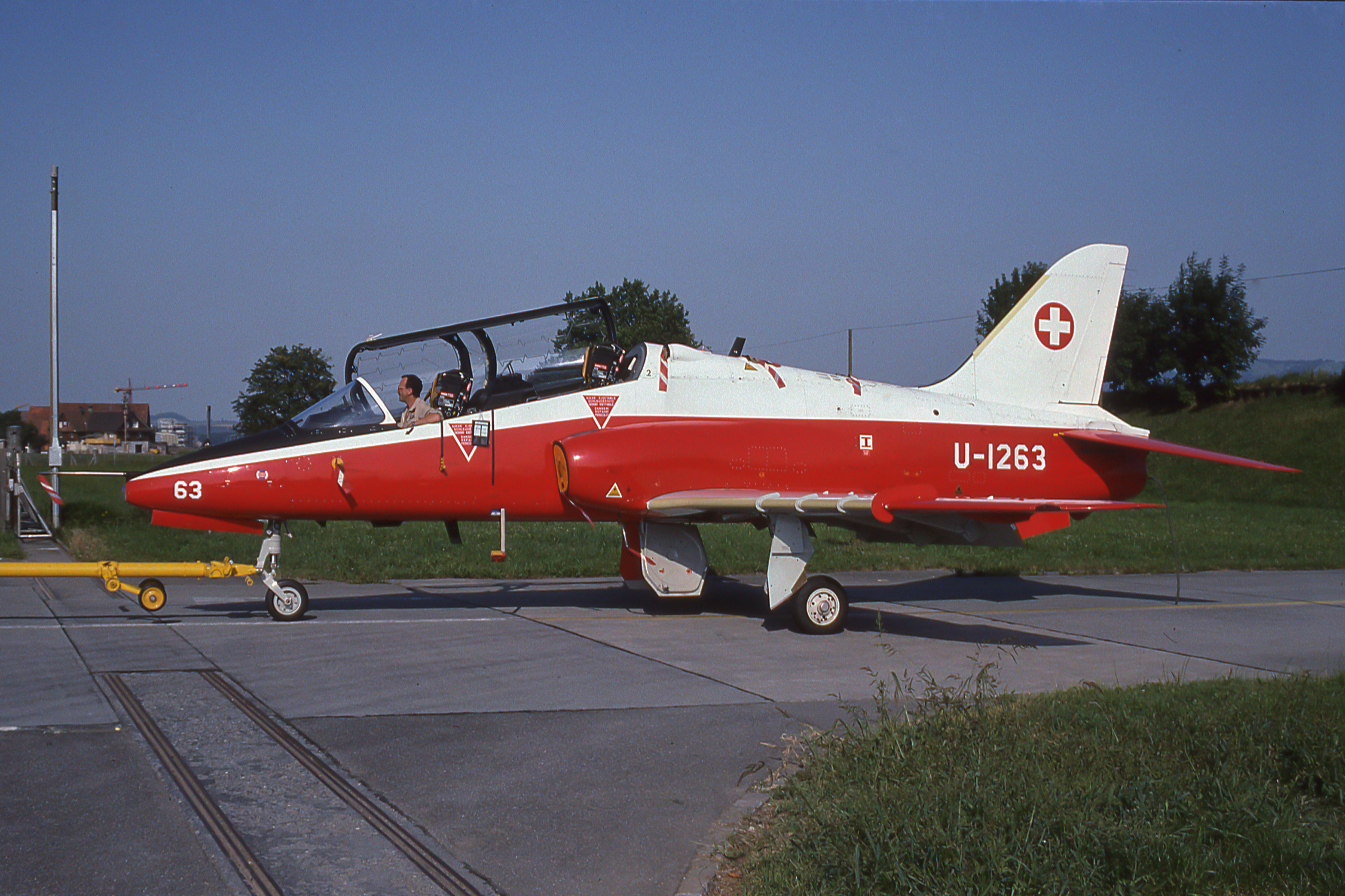
BAe Hawk T.66, (U-1263), Schweiz

Hawk 60 är en annan exportversion, som ersatte Hawk 50 och som är ämnad för konversions- och vapenträning. Möjligheterna att bära vapen har ökats. Flygplanet är tvåsitsigt, har starkare Rolls-Royce Adour 861-motorer och är kapabelt att flyga Mach 0,84 vid högre höjder.
- Hawk 60 : exportversion för det zimbabwiska flygvapnet. Åtta flygplan levererades till Zimbabwe i juli och oktober 1982.
- Hawk 60A : exportversion för det zimbabwiska flygvapnet. Fem flygplan levererades till Zimbabwe i juni och september 1992.
- Hawk 61 : exportversion för Abu Dhabi, Förenade arabemiratens flygvapen
- Hawk 63 : exportversion för Abu Dhabi, Förenade arabemiratens flygvapen.
- Hawk 64 : exportversion för det Kuwaitiska flygvapnet.
- Hawk 65 : exportversion för det kungliga saudiarabiska flygvapnet.
- Hawk 66 : exportversion för det schweiziska flygvapnet.
- Hawk 67 : exportversion för det sydkoreanska flygvapnet.

### Hawk 100
Hawk 100 är en tvåsitsig avancerad vapenträningsplattform med extra flygelektronik, vilket bl.a. inkluderar FLIR (Forward Looking Infra Red), omdesignade vingar och HOTAS.
- Hawk 102 : exportversion för Abu Dhabi, Förenade arabemiratens flygvapen.
- Hawk 103 : exportversion för the kungliga omanska flygvapnet.
- Hawk 108 : exportversion för the kungliga malaysiska flygvapnet.
- Hawk 109 : exportversion för det indonesiska flygvapnet.
- Hawk 115 : exportversion för det kanadensiska flygvapnet, även kallad CT-155 i kanadensisk tjänst.

### Hawk 120/LIFT
Hawk Lead In Fighter Trainer (LIFT) (inskolningsjaktplan) är den variant som valts av det sydafrikanska flygvapnet i december 1999. Denna variant är utrustad med en Adour 951-motor. LIFT har tagit många konstruktionsidéer från Mk.127 som utvecklades för Australiens räkning.
Nästa generations Hawkflygplan (120, 127 och 128) är utrustade med en nya vingar, främre och centrala delar av flygkroppen och styrfenor. Flygplanet har enbart 10% likhet med den första generationens Hawkflygplan. De nya varianternas utmattningsliv har utökats med en faktor 4. 24 flygplan kommer att levereras.

### Hawk 127

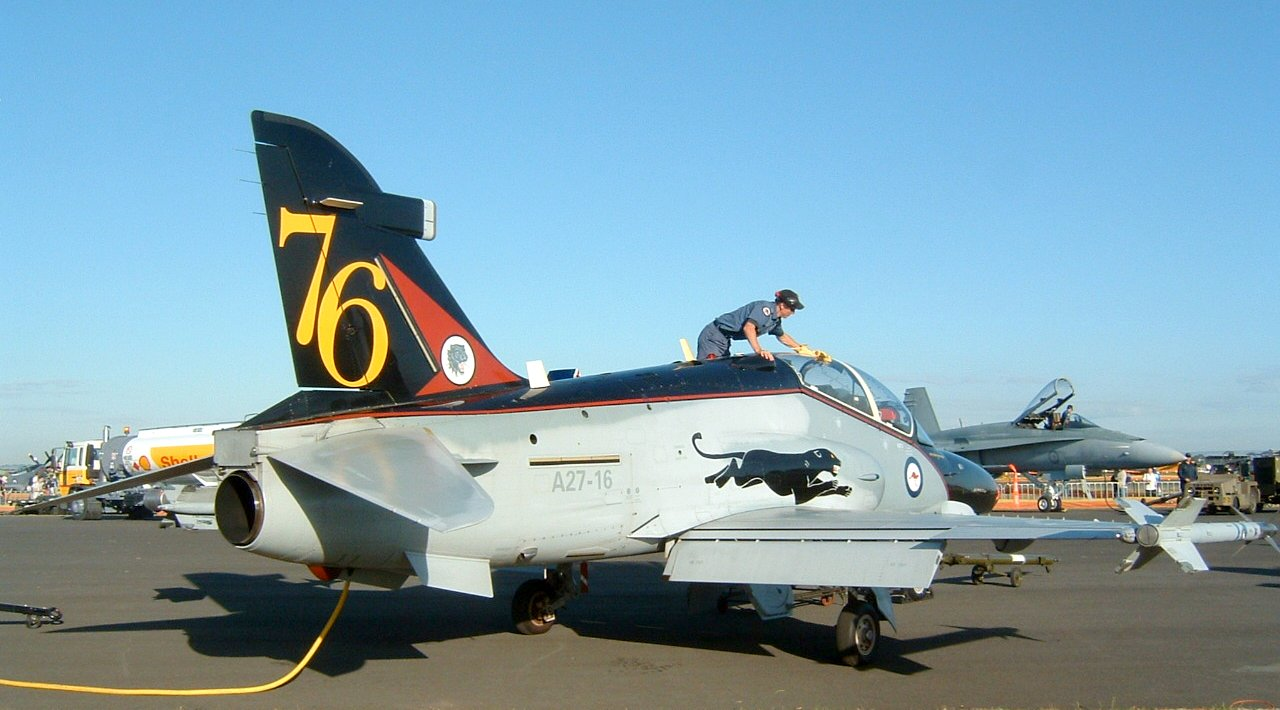
Hawk 127 från No. 76 Squadron RAAF i ett speciellt "gepard" -färgschema.

33 stycken Lead in Fighters (LIFs) beställdes av det Australiens flygvapen i juni 1997, tolv av dessa producerades i Storbritannien och 21 i Australien. Även denna variant är utrustad med Adour 871-motorn. Hawk 127 används av följande australiensiska enheter: No. 76 Squadron RAAF (New South Wales) och No. 79 Squadron RAAF (Western Australia).

### Hawk 128
Hawk 128 är den nya Advanced Jet Trainer (AJT) för RAF och Royal Navy. Mk.128 har moderna CRT-displayer i stället för konventionella instrument och är även lämpligt för att förbereda piloter för att flyga moderna jaktplan, speciellt Typhoon som enbart har displayinstrument. Hawk 128 är utrustad med en Rolls-Royce Adour 951-motor. BAE bekostade själv utvecklingen av Hawk 128 och använde i stor utsträckning designerna från den australiensiska Mk.127 och den sydafrikanska Mk.120. Storbritanniens försvarsministerium har beställt 20 flygplan och har option på ytterligare 24.

### Hawk 132
Hawk 132 är den senaste exportvarianten av Hawk (tidigare kallad Mk.115Y). Mk.132 kommer att tas i bruk hos det indiska flygvapnet efter en av de mest utdragna affärshistorierna genom tiden, där det gtt över två decennier mellan intressekontraktets och köpekontraktens underskrifter (26 mars 2004. Indien tog emot 24 flygplan direkt från BAE Systems där det sista levererades i november 2009. Ytterligare 42 flygplan kommer att sättas ihop av Hindustan Aeronautics Ltd. mellan 2008 och 2010. Den indiska flottan kommer troligen att beställa ett mindre antal flygplan. Ytterligare order kommer att hänga på hur snabbt Indien kan utveckla sitt eget Combat Air Trainer, vilket är ett tvåmotorigt avancerat skolflygplan som utvecklats ur flygplanet HAL HJT-36 Sitara. Skolflygplanet visades upp på flygshowen Aero India 2005 i februari 2005.

### Hawk 200
Hawk 200 är ett ensitsigt, lättviktsstridsflygplan vars primära roll utgörs av jaktuppgifter, upprätthållande av luftherravälde, fartygsbekämpning, förhindrande av luftrumsintrång, långräckviddsjaktplan, närunderstödsflygplan, anfall med smart ammunition och inskolningsflygplan för flygplan som Eurofighter Typhoon, F-15, F-16, Tornado och Gripen för att nämna ett fåtal. Flygplanet är utrustat med en nyare version av F-16A:s APG-66 -radar. Flygplanet kan bära jaktroboten AIM-9 Sidewinder och ifall den uppgraderas kan den även bära jaktroboten AIM-120 AMRAAM och ett hjälmsikte. 
De malaysiska flygplanen är de mest modifierade och är utrustade med specialljus, vingspetrobotar och har möjlighet att lufttankas. Dessa flygplan har varit involverade i större omflyttningar, såsom till Sabah och Spratlyöarna. Indonesien, Malaysia och Oman har beställt 62 flygplan.
- Hawk 203 : exportversion for det omanska flygvapnet.
- Hawk 205 : förslagen exportversion for det saudiarabiska flygvapnet.
- Hawk 208 : exportversion för det malaysiska flygvapnet.
- Hawk 209 : exportversion förr det indonesiska flygvapnet.

### T-45 Goshawk
En fullt hangarfartygskapabel version av Hawk Mk.50 utvecklades för den amerikanska flottan för att användas vid skolning. Denna version är känd som T-45 Goshawk. Flygplanet flög för första gången 1989 och blev operationellt 1991. Flera modifikationer var nödvändiga för att flygplanet skulle kunna användas vid hangarfartygsuppdrag, däribland förbättringar för flygegenskaper vid låga hastigheter och en reduktion i landningshastigheten. Goshawk tillverkades ursprungligen av McDonnell Douglas och senare av Boeing. Flygplanet namn ändrades till Goshawk för att man inte skulle blanda ihop namnet med roboten MIM-23 Hawk.

## Enheter och flygvapen som flyger med Hawk

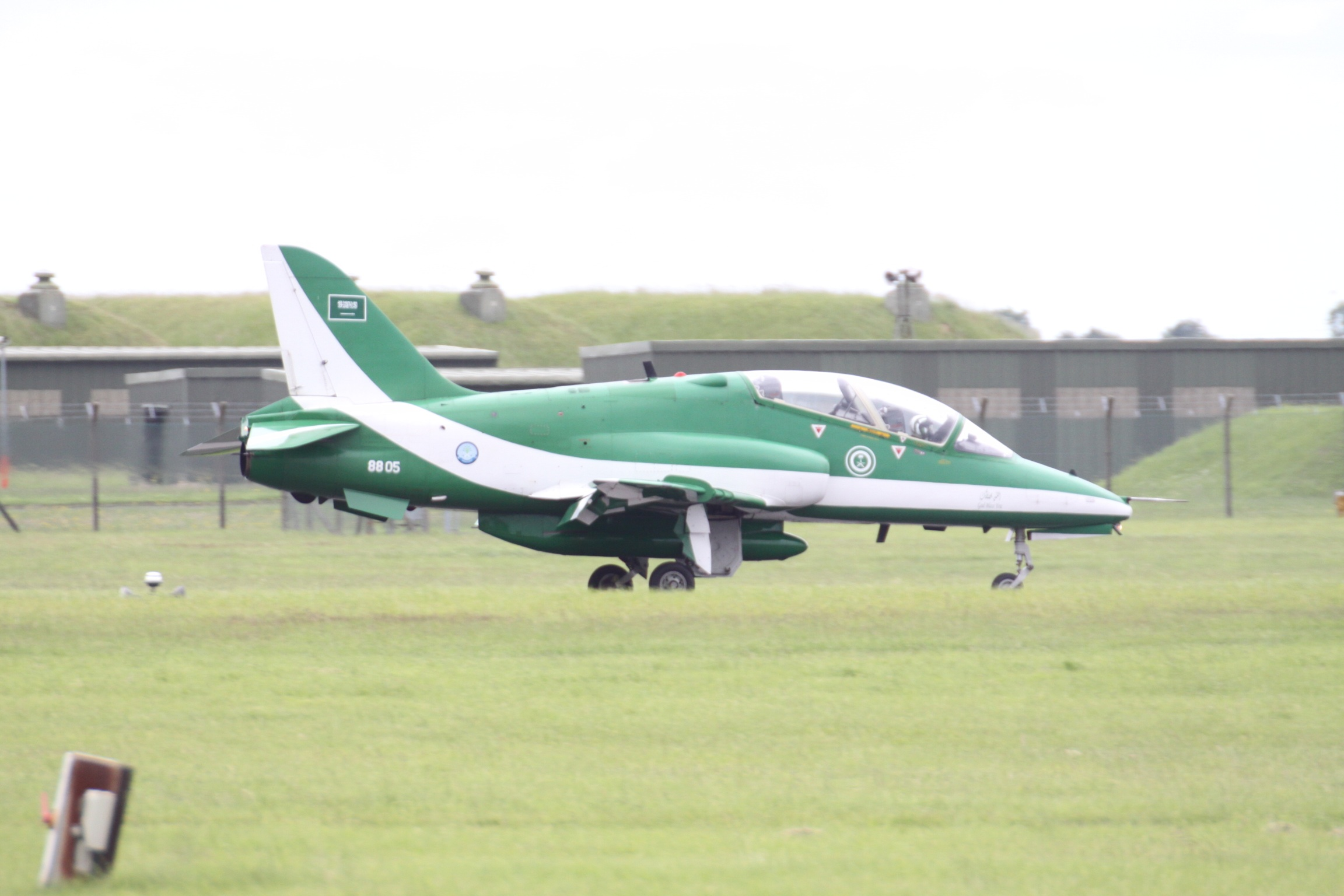
BAe Hawk T.65A från saudiska flygvapnets uppvisningsgrupp Green Falcons.